# خروت-آمرس
خروت-آمرس (به هلندی: Groot-Ammers) یک منطقهٔ مسکونی در هلند است که در مولن‌وارد واقع شده‌است. خروت-آمرس ۳٬۸۸۶ نفر جمعیت دارد.